# KOBE鉄人三国志ギャラリー
KOBE鉄人三国志ギャラリー（KOBE tetsujin Sangokushi Gallery）は、漫画家・横山光輝の故郷神戸で横山の代表作『鉄人28号』と『三国志』を中心に構成された展示施設である。2009年（平成21年）12月6日開館。

## 概要
神戸市は 関羽を祀る「関帝廟」や、中華街「南京町」があり、漫画『三国志』の作者・横山光輝の出身地でもある。阪神・淡路大震災後の、町おこしの一環として「三国志」をテーマとした展示施設の整備やイベントの開催などを数多く行なってきた実績があり、その集積拠点として最初につくられた施設である。横山光輝の代表作『鉄人28号』と『三国志』で展示構成される。三国志に関わるコンテンツが多岐にわたっている事もあり、展示内容は柔軟である。展示替えも度々行われている。グッズショップも併設。

## 主な展示・体験
諸葛孔明像、趙雲銅像、孫権石像、横山光輝紹介展示、鉄人28号関連展示、鉄人28号モニュメント建設映像上映、
横山光輝三国志関連展示、NHK人形劇三国志操演会映像、コーエーテクモゲームス「三國志」展示、セガ「三国志大戦展示」、
三国志演義入門映像上映、江戸時代書籍＜通俗三国志＞展示、弥生時代・卑弥呼関連展示、張飛武器（蛇矛）の長さ体験展示、
新長田関帝廟、陳舜臣氏紹介展示、三国志図書コーナー、関羽の青龍偃月刀重さ体験、三国志百問テスト

## 沿革
- 2006年 三国志による町興し開始
- 2009年12月6日 - 開館。
- 2011年5月 - 三国志ミステリーラリー「孔明を救え！」実施
- 2011年5月 - 山口県三国志城博物館タイアップ企画バスツアー実施
- 2011年10月 - 第五回三国志祭　連動イベント実施
- 2012年2月 - 春節「三国志ウィーク2012」イベント実施
- 2012年3月 - 第3回三国志検定 神戸会場実施
- 2012年10月 - 第六回三国志祭　連動イベント実施
- 2012年12月 - 「Merry三国志2012」イベント実施
- 2013年2月 - 春節「三国志ウィーク2013」イベント実施
- 2013年10月 - 第七回三国志祭　連動イベント実施
- 2013年12月 - 「Merry三国志2013」イベント実施
- 2014年3月 - 春節「三国志ウィーク2014」イベント実施
- 2014年8月～11月 - 「セガ三国志ゲーム展」実施
- 2014年10月 - 第八回三国志祭連動イベント実施
- 2014年12月 - 「冬の三国志会2014」イベント実施
- 2015年3月 - 「春の三国志会2015」イベント実施
- 2015年10月 - 第九回三国志祭　連動イベント実施
- 2015年12月 - 「冬の三国志会2015」イベント実施
- 2016年3月 - 「春の三国志会2016」イベント実施
- 2016年10月 - 第10回三国志祭　連動イベント実施
- 2017年3月 - 「春の三国志会2017」イベント実施
- 2017年10月 - 第11回三国志祭　連動イベント実施
- 2018年2月~4月 - ドラマ「海月姫ミニ写真展」実施
- 2018年3月 - 「春の三国志会2018」イベント実施
- 2018年11月 - 第12回三国志祭　連動イベント実施
- 2019年11月 - 第13回三国志祭　連動イベント実施
- 2019年12月 - ドラマ「三国志 Secret of three kingdoms」パネル展
- 2019年12月 - 「冬の三国志会2019」イベント実施
- 2020年11月 - 第14回三国志祭　連動イベント実施

## 入館料金
- 大人200円、小学生100円

## 開館時間
- 10:00 - 17:00
- 平日休館(土日祝開館)
- 駐車場なし

### 館内
- 館内は禁煙。
- 飲食物持ち込み不可。
- 写真・ビデオ撮影可だがネット掲載禁止
- 商品撮影禁止

## アクセス
JR西日本 新長田駅　徒歩9分
地下鉄海岸線駒ヶ林駅　徒歩3分